# Mezquite Mata del Tigre
Mezquite Mata del Tigre är en ort i Mexiko.   Den ligger i kommunen Tantoyuca och delstaten Veracruz, i den sydöstra delen av landet, 240 km norr om huvudstaden Mexico City. Mezquite Mata del Tigre ligger 146 meter över havet och antalet invånare är 514.
Terrängen runt Mezquite Mata del Tigre är platt, och sluttar norrut. Runt Mezquite Mata del Tigre är det ganska tätbefolkat, med 72 invånare per kvadratkilometer. Närmaste större samhälle är Tantoyuca, 6,1 km söder om Mezquite Mata del Tigre. Trakten runt Mezquite Mata del Tigre består till största delen av jordbruksmark.